# HS Hotsson Smart Acapulco
Le HS Hotsson Smart Acapulco appelé anciennement Costa Club est un gratte-ciel de 110 mètres de hauteur situé à Acapulco au Mexique. Il a été inauguré en 1982. Il abrite un hôtel de 506 chambres 